# Hartford (Wisconsin)
Hartford é uma cidade localizada no estado norte-americano de Wisconsin, no Condado de Dodge e Condado de Washington.

## Demografia
Segundo o censo norte-americano de 2000, a sua população era de 10.905 habitantes.
Em 2006, foi estimada uma população de 13.265, um aumento de 2360 (21.6%).

## Geografia
De acordo com o United States Census Bureau tem uma área de
15,6 km², dos quais 15,5 km² cobertos por terra e 0,1 km² cobertos por água. Hartford localiza-se a aproximadamente 241 m acima do nível do mar.

## Localidades na vizinhança
O diagrama seguinte representa as localidades num raio de 20 km ao redor de Hartford.